# Тамды-Суу
Тамды-Суу (кирг. Тамды-Суу) — село в Нарынском районе Нарынской области Кыргызстана. Входит в состав Ортокского айылного аймака.

## География
Село расположено в центральной части области, в высокогорной зоне, на левом берегу реки Малый Нарын, на расстоянии приблизительно 53 километров (по прямой) к северо-востоку от города Нарын, административного центра области и района.

## История
Населённый пункт получил статус села согласно Закону Кыргызской Республики "Об отнесении некоторых населённых пунктов Баткенской, Джалал-Абадской, Нарынской и Ошской областей Кыргызской Республики к категории айыла (села)" от 21 апреля 2020 года.

## Население
Согласно оценочным данным Национального статистического комитета Кыргызской Республики, численность населения села на начало 2023 года составляла 124 человека.
| год     | 2021 | 2023 |
| ------- | ---- | ---- |
| человек | 117  | 124  |